# Philautus leitensis
Espèce
Synonymes
- Ixalus leitensis Boulenger, 1897

Statut de conservation UICN

 LC  : Préoccupation mineure
Philautus leitensis est une espèce d'amphibiens de la famille des Rhacophoridae.

## Répartition
Cette espèce est endémique des Philippines. Elle se rencontre sur les îles de Leyte, de Bohol et de Mindanao,.

## Description
Le spécimen de Philautus leitensis décrit par Boulenger mesurait 20 mm, son dos était brun-roux et son ventre blanchâtre.

## Étymologie
Son nom d'espèce, composé de leit[e] et du suffixe latin -ensis, « qui vit dans, qui habite », lui a été donné en référence au lieu de sa découverte, l'île de Leyte.

## Publication originale
- Boulenger, 1897 : Descriptions of new Malay frogs. Annals and Magazine of Natural History, ser. 6, vol. 19, p. 106-108 (texte intégral).